# Jacobus Lydius
Jacobus Lydius (auch Jacob Lydius; * um 1610 in Dordrecht; † 1679 ebenda) war ein niederländischer reformierter Theologe und Geistlicher.

## Leben
Lydius war der Sohn des Dordrechter Predigers Balthasar Lydius und Enkel des Theologen Martin Lydius. Er besuchte die Dordrechter Lateinschule unter Antonius Aemilius und Gerard Bor. Anschließend ging er zum Studium der Theologie an die Universität Leiden, an der er unter anderem unter Andreas Rivet, Antonius Walaeus, Antonius Thysius und Franco Petri Burgersdyck ausgebildet wurde. 1632 bekam er die Predigerstelle von Bleskensgraaf übertragen.
Lydius wurde 1637 eine Predigerstelle in seiner Heimatstadt Dordrecht übertragen, 1643 durfte er auf Vermittlung von Jacob Cats die außerordentliche Gesandtschaft der Niederlande begleiten, die in England zwischen König Karl und dem Parlament vermitteln sollte. Diese Reise konnte er dazu nutzen mehrere englische Hochschulen zu besuchen, deren Bibliothek zu nutzen und sich auf Vermittlung von Johann Gerhard Vossius mit bekannten Theologen Englands zu treffen. Entsprechend war diese Reise für sein Wirken fruchtbar. Er machte sich in Dordrecht als Prediger, Theologe und Dichter einen Namen und starb 1679 im Amt.

## Werke (Auswahl)
- Agonistica sacra sive syntagma vocum et phrasium agonisticarum, quae in s. scriptura, inprimis vero epistolis Pauli apostoli, occurrunt, Rotterdam 1657.
- Florum sparsio ad historiam passionis Jesu Christi, Dordrecht 1652.
- Belgium Gloriosum, cum notis, Dordrecht 1668.
- Laatste duyvelsdreck ofte ongehoorde grouwelen van Paepsche leeraars onser eeuwe, Dordrecht 1689.
- Syntagma sacrum de re militari, necnon de jure jurando dissertatio philologica, Dordrecht 1698.
- De Roomsche Uylenspiegel, getrocken uyt verscheyden oude Roomsch-Catholycke legende boecken, 2. Auflage, Verbeek, Amsterdam 1716.